# Iridoplecta
Iridoplecta is een geslacht van vlinders van de familie spanners (Geometridae), uit de onderfamilie Ennominae.

## Soorten
- I. differens Bastelberger, 1909
- I. ferrifera Moore, 1888
- I. ochrias West, 1929